# Rosario de amor
Rosario de amor é uma telenovela mexicana, produzida por Irene Sabido para a Televisa e exibida pelo El Canal de las Estrellas entre 24 de abril e 4 de setembro de 1978.
Foi a primeira mini telenovela semanal, exibida nas segundas feiras às 17:30.

## Sinopse
Flora tem um sério problema cardíaco e precisa levar uma vida tranquila. Ela decide escrever um livro: uma história de amor entre Elena e Pablo. Elena não é uma mulher bonita, mas é inteligente, sensata e tem uma boa voz. Pablo é um pintor que ama apenas mulheres bonitas. Elena o rejeita por acreditar que suas intenções não são sérias. Então, Pablo sofre um acidente e fica cego. Elena finge ser enfermeira para curá-lo. Pablo se apaixona por ela, mas ainda ama "sua" Elena. No final da história, Pablo recupera a visão e se casa com ela. Quanto a Flora, seu desejo de vida se torna realidade.

## Elenco
- Chela Castro ... Elena Palacios.
- Pedro Armendáriz Jr. ... Pablo Santacruz.
- Anita Blanch ... Flora.
- Fernando Larrañaga ... Alex.
- Nubia Martí ... María.
- Flor Procuna ... Gabriela.
- Miguel Suárez ... Simón.
- Magda Victoria ... Sara.
- Chela Nájera ... Gina.